# Mausoleum des Scharaf ad-Din
Das Mausoleum des Scharaf ad-Din (auch Şerfedîn) ist ein Ort und eine Pilgerstätte der Jesiden im Distrikt Sindschar im Irak. Internationale Bekanntheit erlangte der Ort durch Angriffe der Terrororganisation IS. Im Rahmen einer der Offensiven 2014 kam es zur Schlacht um Sherfedîn, bei der die jesidischen Bürgerwehr Hêza Parastina Şingal das Sindschar-Gebirge und das Heiligengrab Scharaf ad-Dins verteidigte.

## Geschichte
Das Mausoleum wurde im Jahr 1274 zu Ehren des jesidischen Heiligen Scharaf ad-Din errichtet. Scheich Scharaf ad-Din war ein jesidisches Oberhaupt und Gouverneur der antiken Stadt Harput. Verbündet mit dem seldschukischen Prinzen Izz ad-Din gegen die Mongolen war er General einer Streitkraft bestehend aus Jesiden, Kurden und Turkmenen. 1257 fiel er in einer Schlacht gegen die Mongolen.